# Diplopterygium bancroftii
Diplopterygium bancroftii là một loài dương xỉ trong họ Gleicheniaceae. Loài này được Hook. A.R. Sm. mô tả khoa học đầu tiên năm 1980.